# شوری‌پذیر
شوری‌پذیر یا گسترده شورتاب (انگلیسی: Euryhaline) صفتی است برای توصیف ویژگی ارگانیزمی که دامنه تحمل شوری‌اش زیاد است و نوسان‌های وسیع شوری را تحمل می‌کند. ماهی مولی نمونه‌ای از یک جاندار شوری‌پذیر است و می‌تواند هم در آب شیرین و آب لب‌شور و هم در آب دریا زندگی کند. خرچنگ سبز نمونه‌ای از جانداران بی‌مهره است که هم تحمل آب شور و هم تحمل آب لب‌شور را دارد.
ارگانیزم‌های شوری‌پذیر معمولاً در زیستگاه‌هایی نظیر خورها و محدوده‌های جذر و مد دریایی دیده می‌شوند یعنی محل‌هایی که غلظت نمک در آن‌ها مرتباً در حال تغییر است.
ویژگی ارگانیزم‌هایی که فقط نوسان‌های اندک شوری را تحمل می‌کنند، محدودشوری‌پذیر نامیده می‌شود.

## برخی ماهی‌های شوری‌پذیر

ماهی‌های شوری‌پذیر
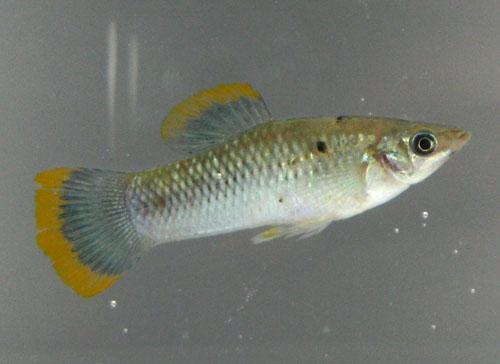
ماهی مولی
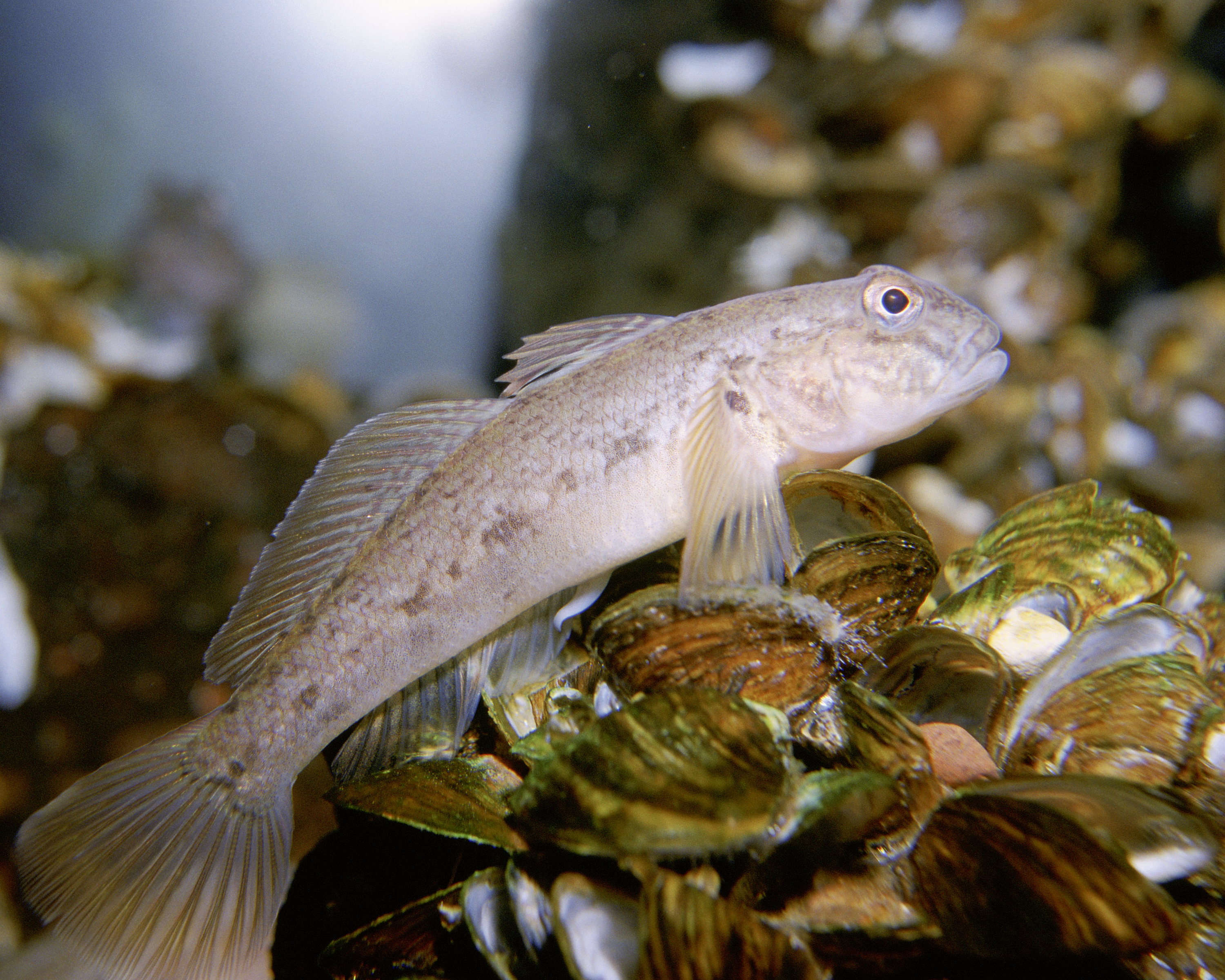
گاوماهی گرد خزری
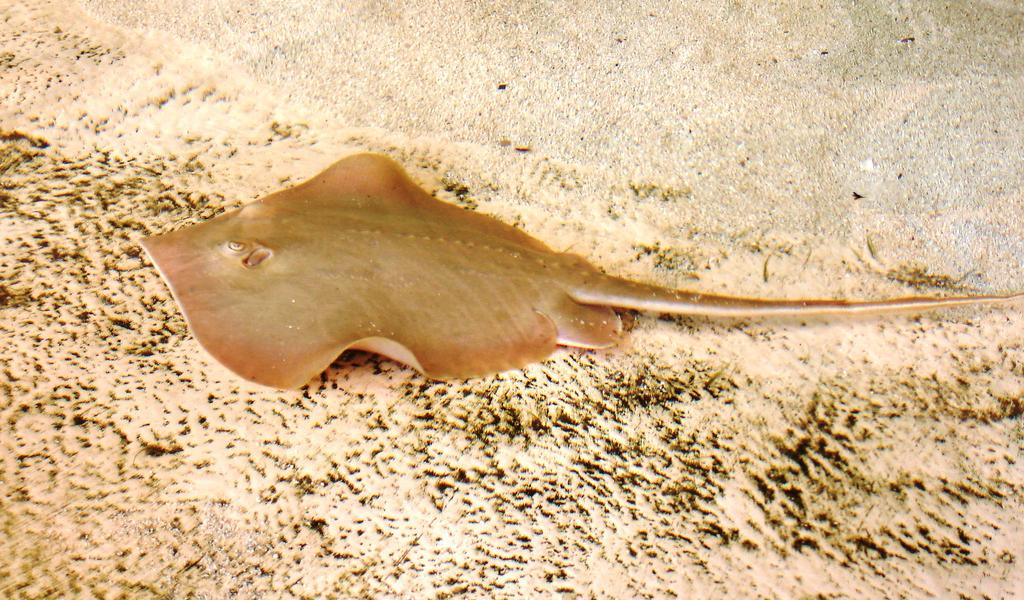
لقمه‌ماهی آتلانتیک
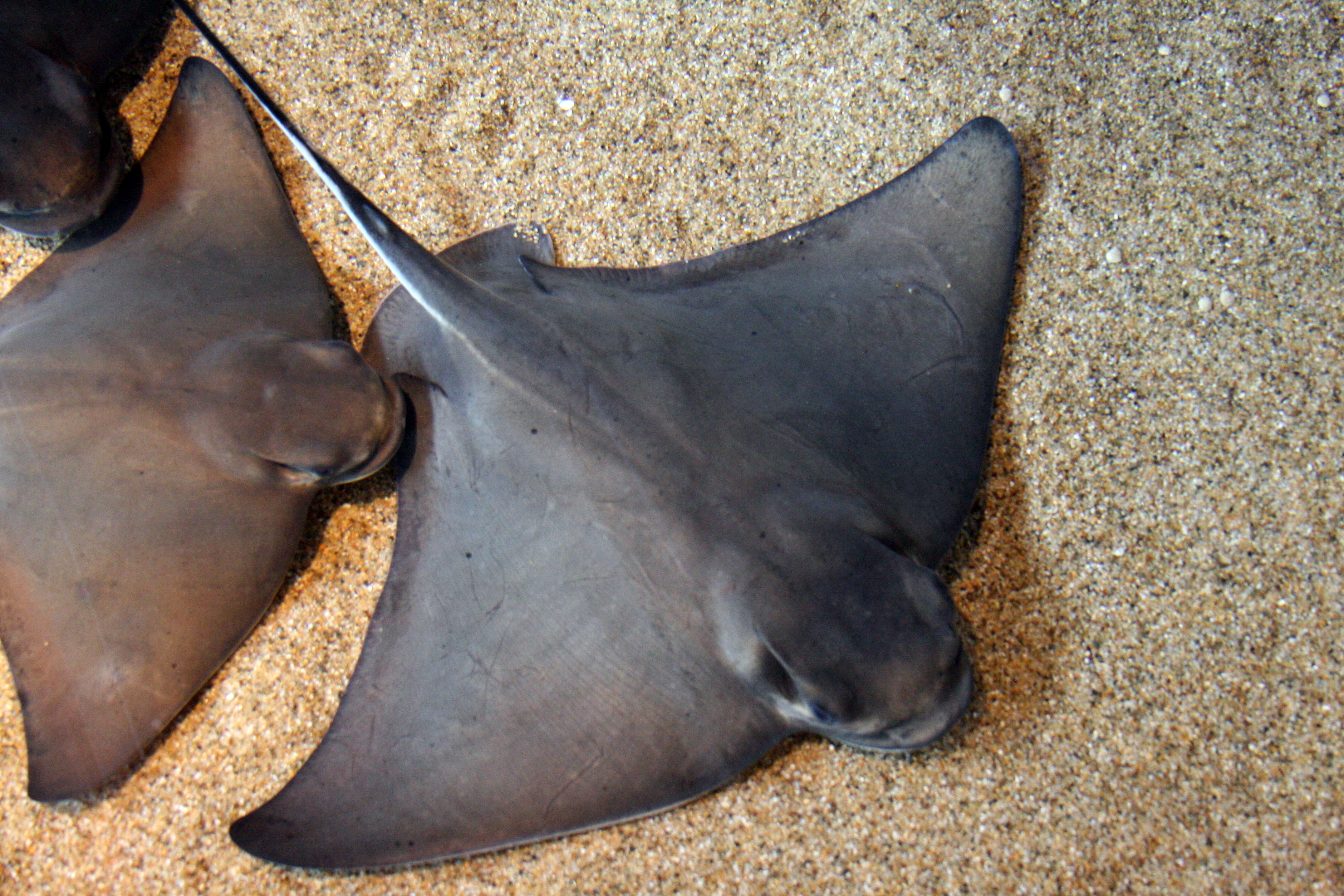
Bat ray
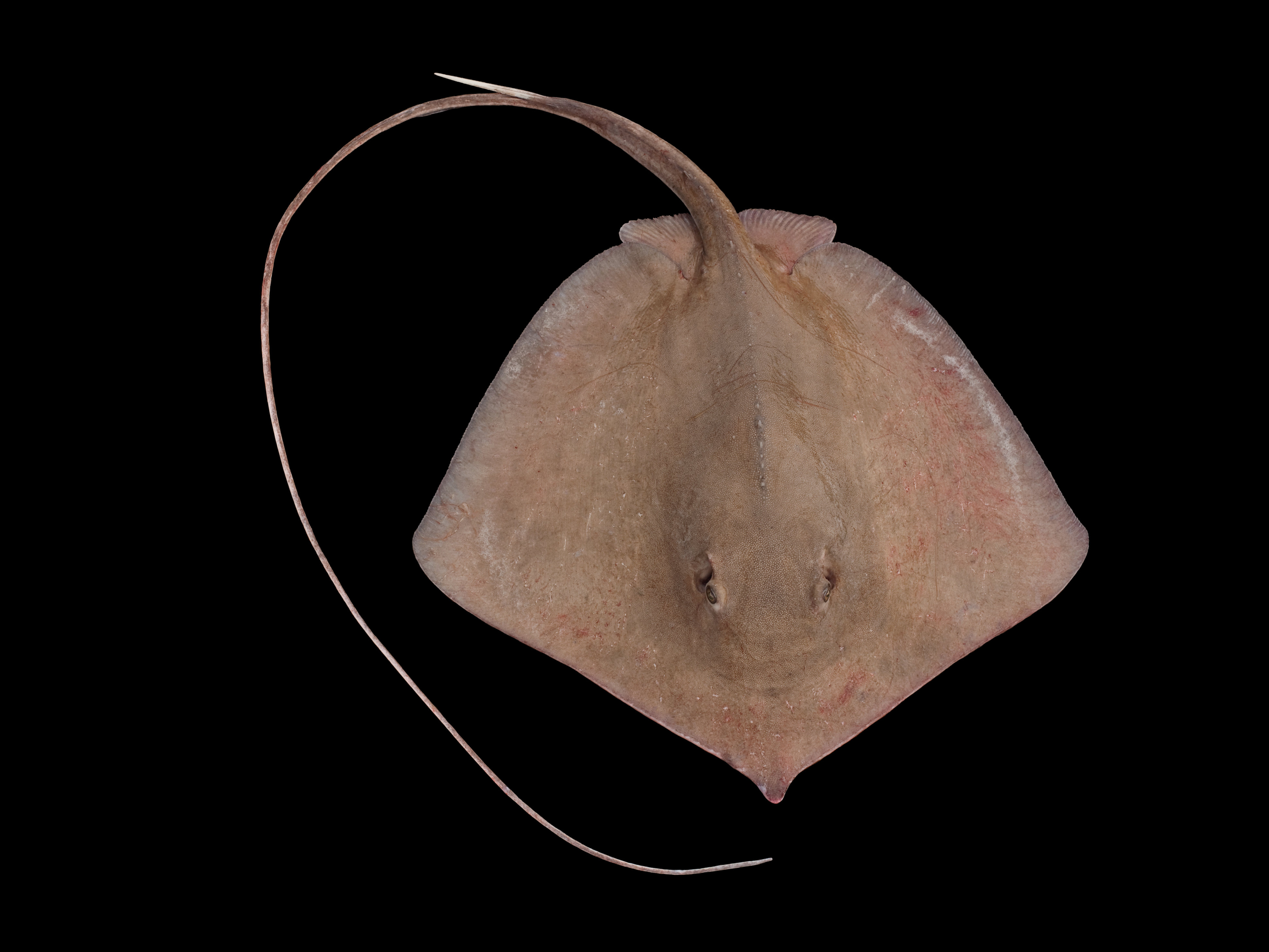
Longnose stingray
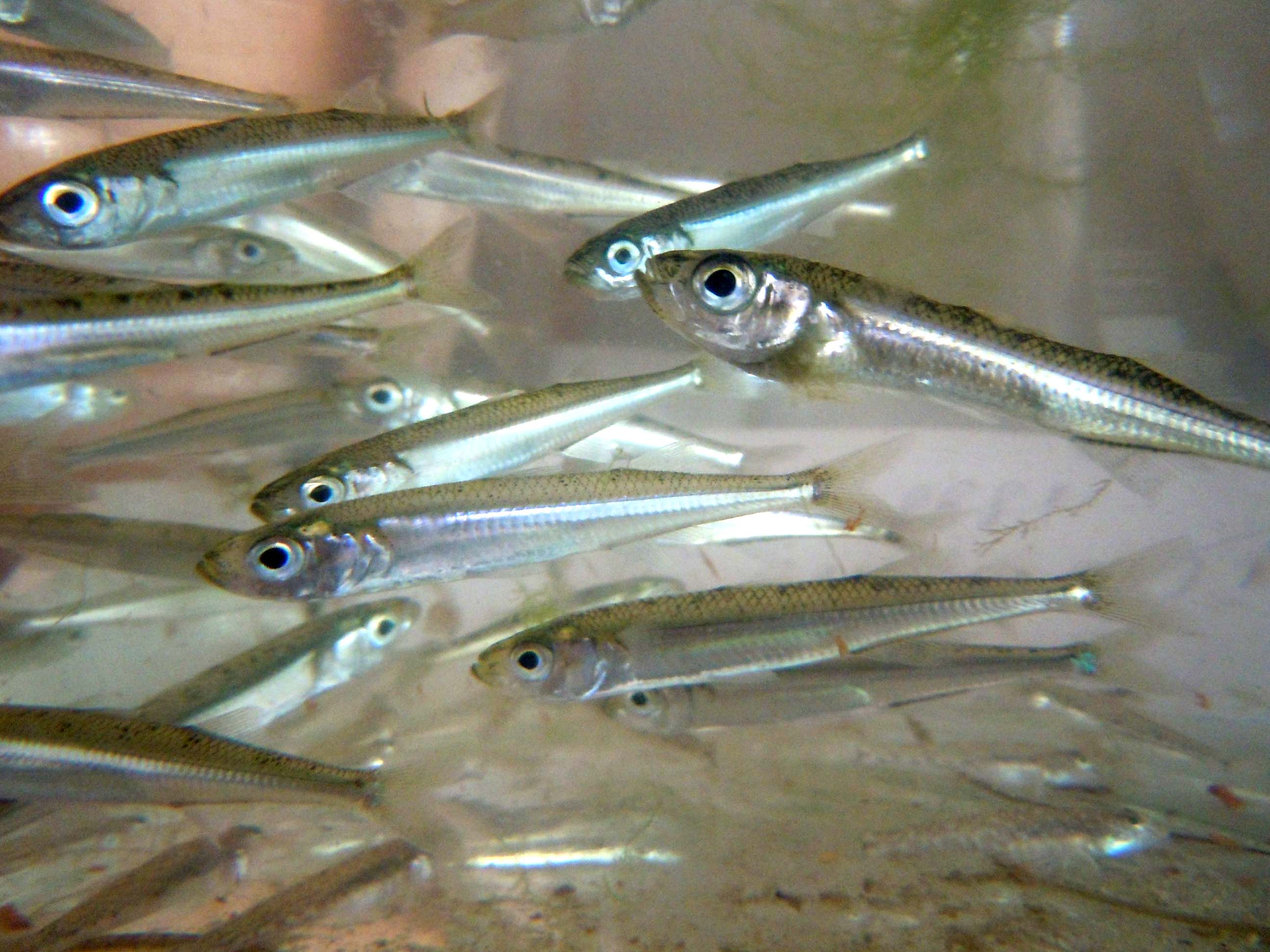
شیشه‌ماهی
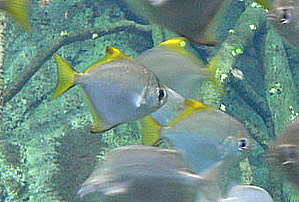
ماه‌ماهیان
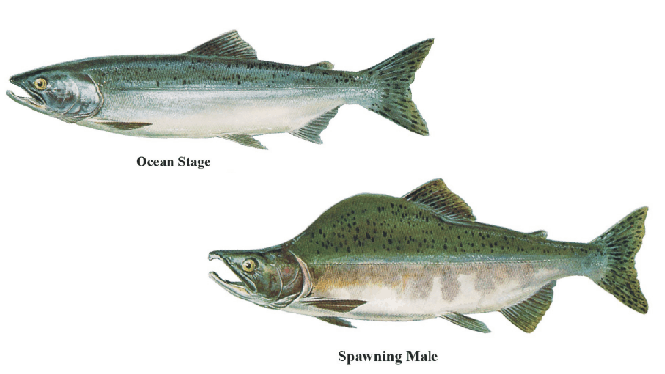
آزادماهی صورتی
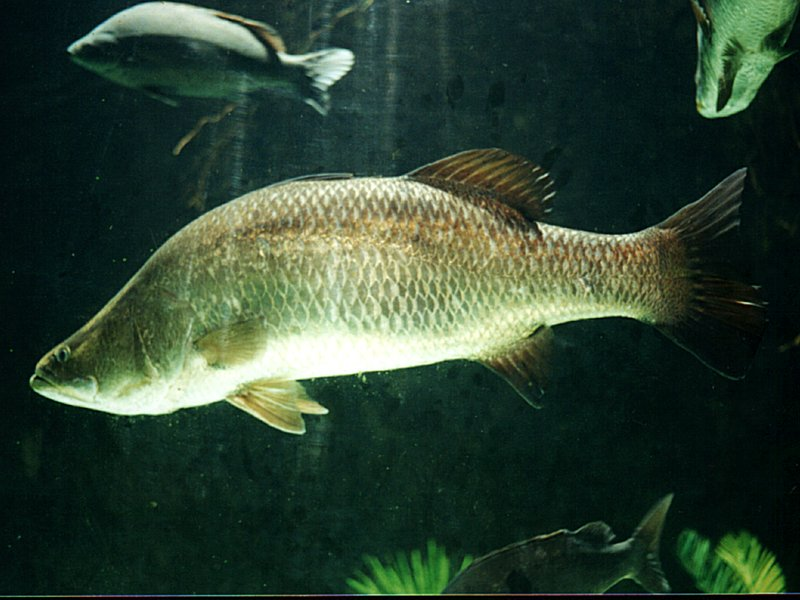
Barramundi
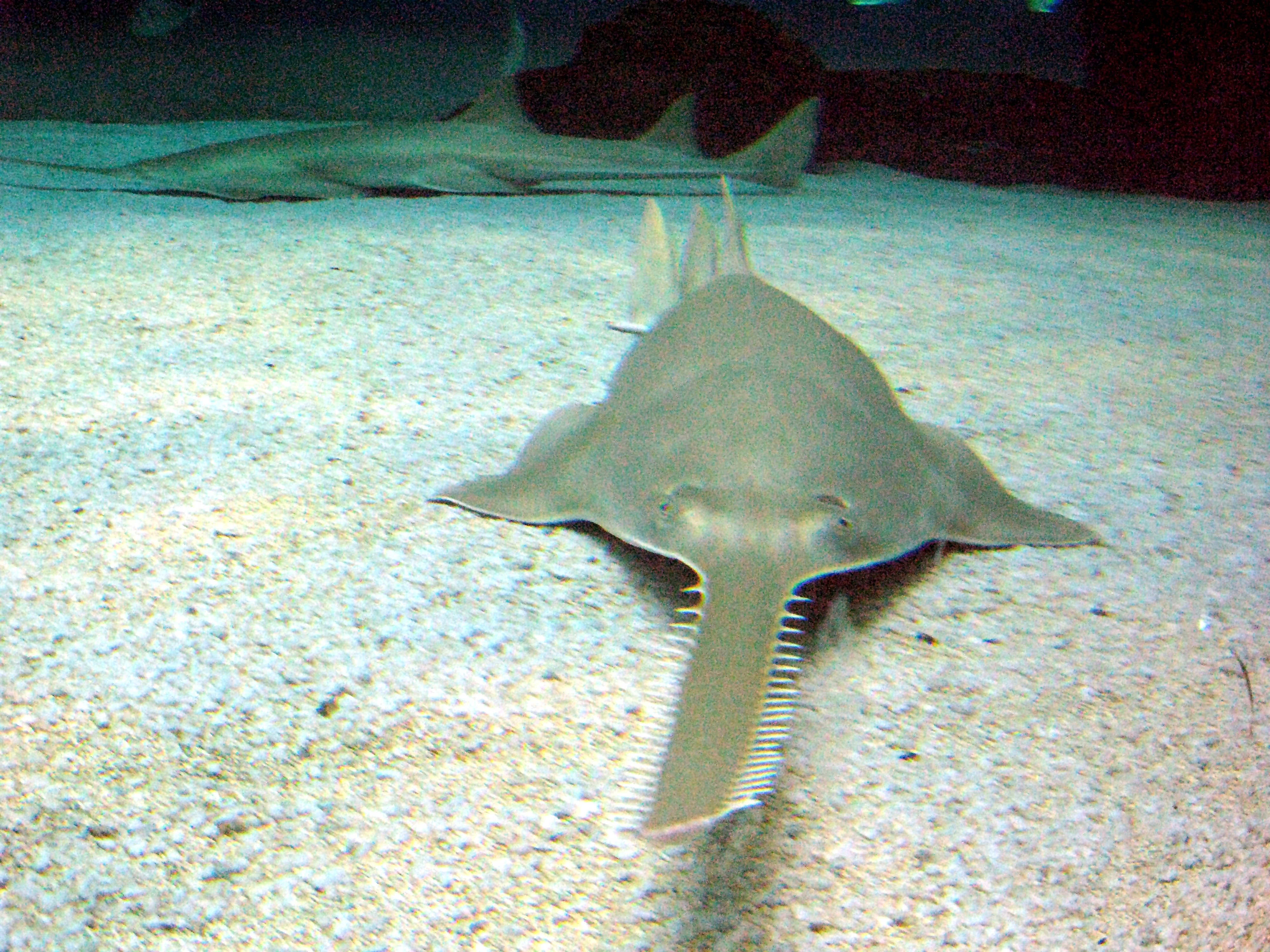
Green sawfish
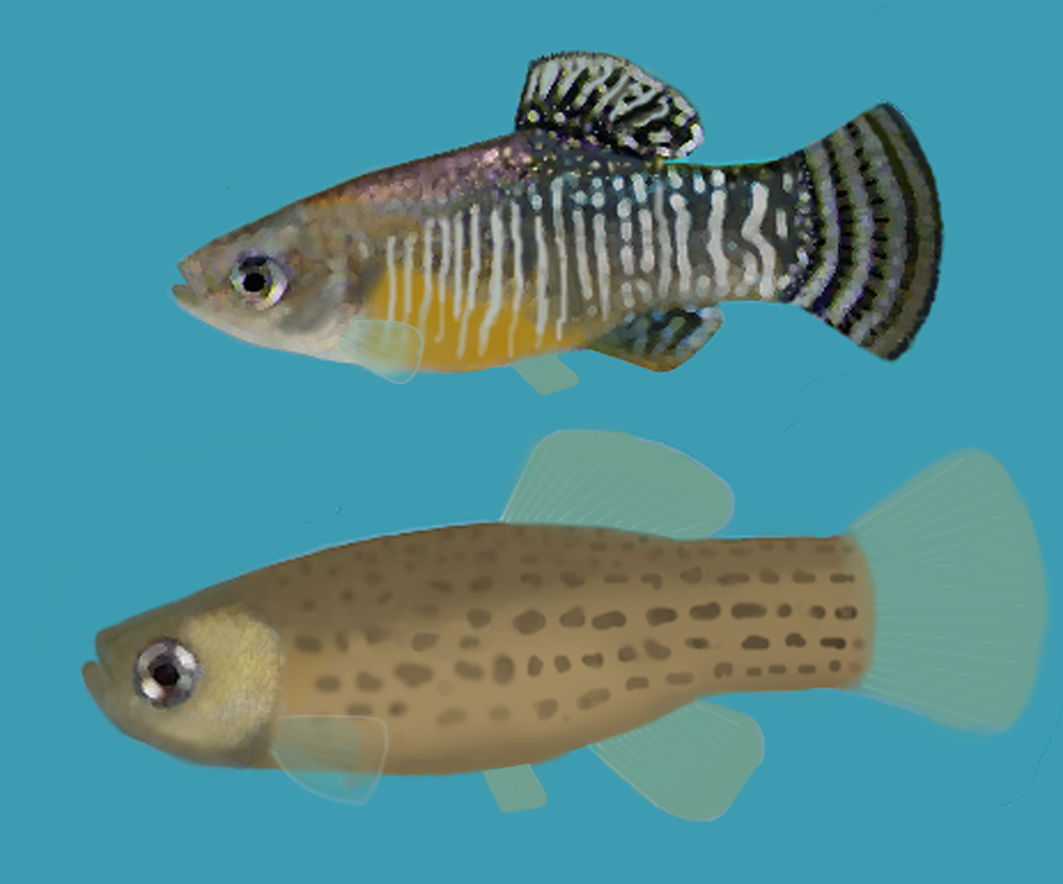
Spanish toothcarp
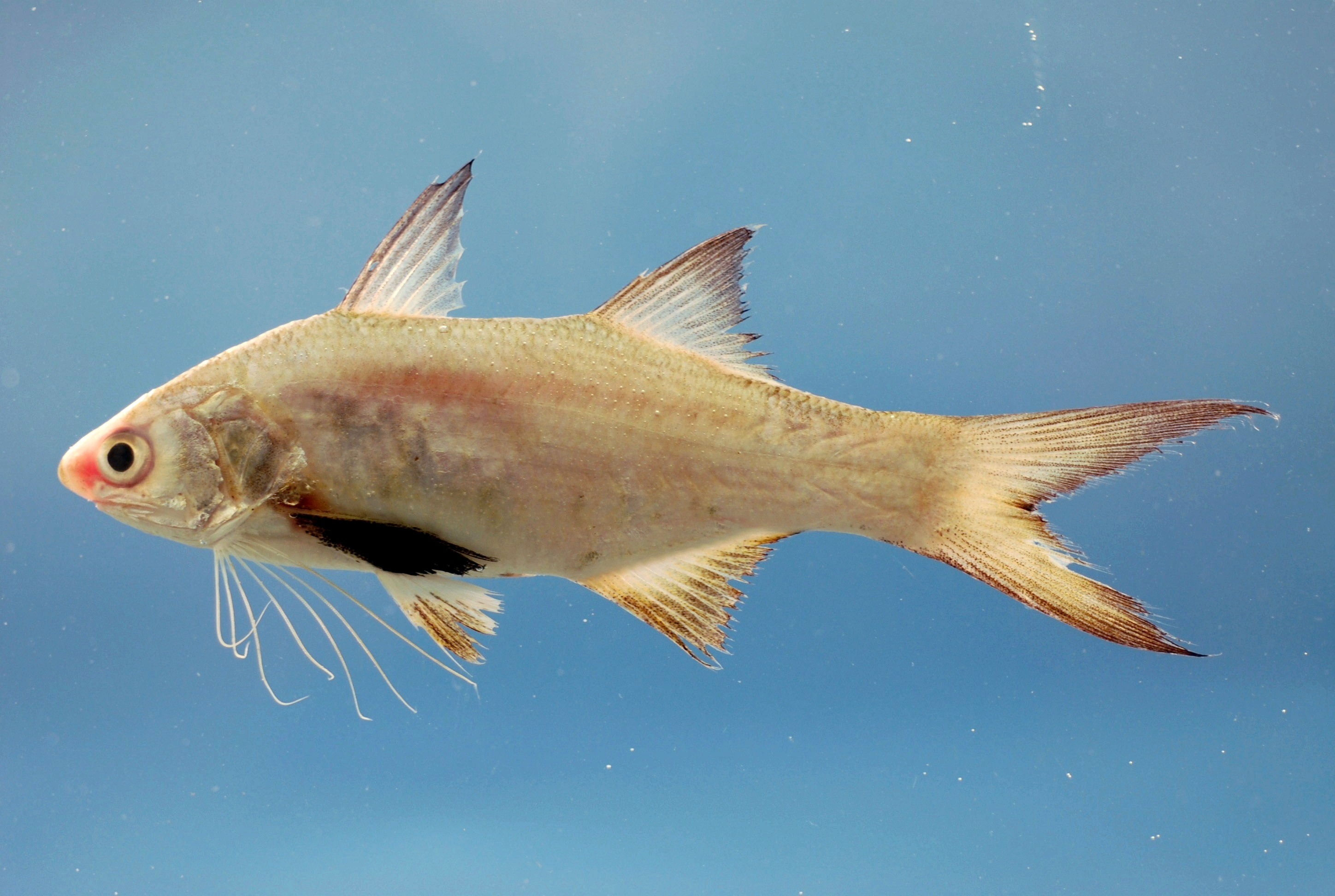
Atlantic threadfin
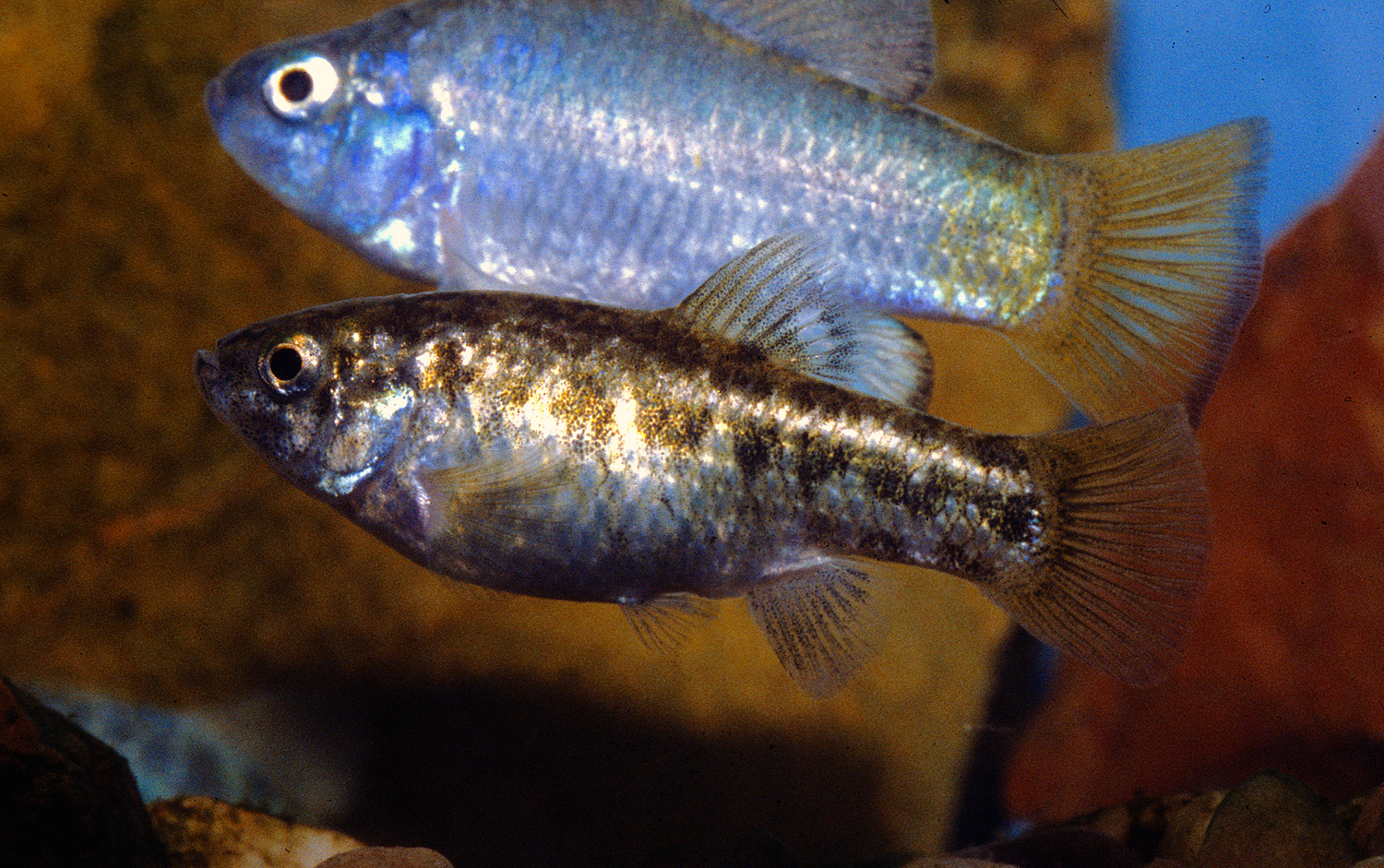
Desert pupfish
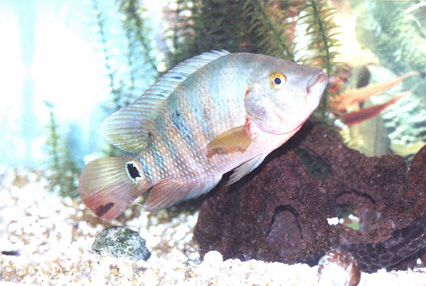
Mayan cichlid
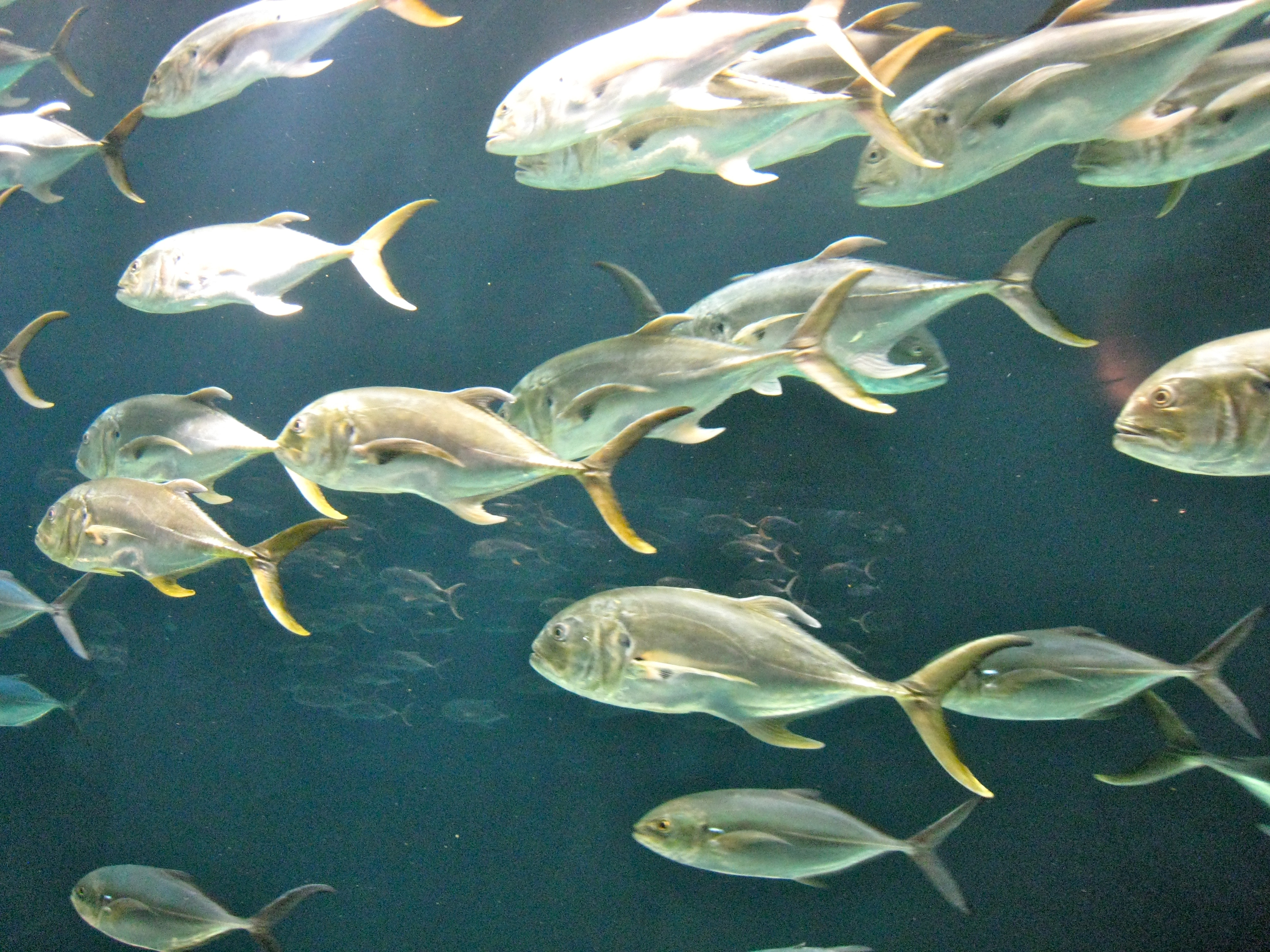
Crevalle jacks